# Marta Melicharová
Marta Melicharová, coniugata Kreuzová (Praga, 24 giugno 1941 – 16 marzo 2019), è stata una cestista cecoslovacca.

## Carriera
Con la Cecoslovacchia ha disputato due edizioni dei Campionati mondiali (1964, 1967) e quattro dei Campionati europei (1964, 1966, 1968, 1970).